# Ratcliff (Arkansas)
Ratcliff es una ciudad ubicada en el condado de Logan en el estado estadounidense de Arkansas. En el Censo de 2010 tenía una población de 202 habitantes y una densidad poblacional de 42,64 personas por km².

## Geografía
Ratcliff se encuentra ubicada en las coordenadas 35°18′25″N 93°53′19″O / 35.30694, -93.88861. Según la Oficina del Censo de los Estados Unidos, Ratcliff tiene una superficie total de 4.74 km², de la cual 4.71 km² corresponden a tierra firme y (0.49%) 0.02 km² es agua.

## Demografía
Según el censo de 2010, había 202 personas residiendo en Ratcliff. La densidad de población era de 42,64 hab./km². De los 202 habitantes, Ratcliff estaba compuesto por el 94.55% blancos, el 0.5% eran afroamericanos, el 1.49% eran amerindios, el 0% eran asiáticos, el 0% eran isleños del Pacífico, el 2.97% eran de otras razas y el 0.5% pertenecían a dos o más razas. Del total de la población el 3.96% eran hispanos o latinos de cualquier raza.